# Enlil-nirari
Enlil-nirari (1330 a. C.-1319 a. C.) rey de Asiria. Hijo y sucesor de Ashur-uballit I. Su nombre significa «Enlil es quien me ayuda»
Según la Historia sincrónica, luchó contra Kurigalzu II, rey de Babilonia y nieto de Ashur-uballit I, en la batalla de Sugagi, junto al Tigris, logrando una victoria y una rectificación de la frontera entre ambos estados, con la anexión de nuevos territorios.